# Atlantärgmossa
Atlantärgmossa (Zygodon conoideus) är en bladmossart som beskrevs av W. J. Hooker och Thomas Taylor 1818. Atlantärgmossa ingår i släktet ärgmossor, och familjen Orthotrichaceae. Enligt den finländska rödlistan är arten starkt hotad i Finland. Enligt den svenska rödlistan är arten nära hotad i Sverige. Arten förekommer i Götaland. Artens livsmiljö är skuggiga serpentinklippor och serpentinjord. Inga underarter finns listade i Catalogue of Life.